# Klockan K
Klockan K, originaltitel Towards Zero, är en kriminalroman av Agatha Christie. Boken är den sista där den återkommande karaktären kommissarie Battle medverkar och romanen publicerades i Storbritannien 1944.
Lady Tressilian bjuder in sin skyddsling till ett årligt besök på Gull's Point. Han insisterar på att ta med sig både sin före detta fru och sin nuvarande fru, men Lady Tressilian tycker att det är besvärligt. Hennes gamle vän Treves dör, sedan blir hon också mördad; Kommissarie Battle och hans brorson kallas in.
Romanen blev väl mottagen vid utgivningen och uppmärksammades för de välutvecklade karaktärerna. En senare recension kallade den superb när det gäller handlingen och noterade också hur väl romanen skildrade det gentlemannamässiga beteende som förväntades vid den stora tennisturneringen 1944.

## Handling
Lady Tressilian är numera sängliggande, men bjuder fortfarande in gäster till sitt hem vid havet vid Gull's Point under sommaren. Tennisstjärnan Nevile Strange, före detta förmyndare för Lady Tressilians avlidne make, ådrar sig hennes missnöje när han föreslår att ta med sig både sin nya fru Kay och sin före detta fru Audrey på besök samtidigt - en förändring från tidigare år. Lady Tressilian går motvilligt med på denna grupp av oförenliga gäster. En gammal vän till familjen, Thomas Royde, som är hemma efter att ha arbetat utomlands under en lång tid och fortfarande troget väntar på Audrey, är också en gäst. På hotell i närheten bor Kays vän Ted Latimer och Mr Treves, en äldre före detta advokat och gammal vän till familjen Tressilian.
Hemmafesten känns obekväm, precis som Lady Tressilian hade förutspått. Treves är inbjuden till en middagsbjudning och berättar en historia om ett gammalt fall, där ett barn dödade ett annat barn med en pil, vilket bedömdes vara en olycka, även om en lokal man rapporterade att han sett barnet öva med pil och båge. Barnet fick ett nytt namn och en nystart. Treves minns fallet och barnet på grund av ett utmärkande fysiskt drag som han inte avslöjar. Nästa morgon hittas Treves död på sitt hotellrum och hans död tillskrivs hjärtsvikt efter att ha klättrat uppför trappan till sitt rum föregående natt, vilket gjorde Lady Tressilian mycket upprörd. Thomas och Ted blir förbryllade när de ser en lapp där det står att hissen var ur funktion när de gick tillbaka med Treves. De får veta av hotellpersonalen att hissen fungerade den natten. Hans död bedöms ha naturliga orsaker.
När Lady Tressilian hittas brutalt mördad i sin säng och hennes hembiträde drogad några dagar senare pekar bevisen på Nevile Strange som mördaren eftersom en av hans golfklubbor hittas på platsen med hans fingeravtryck på. Hennes arvingar är dessutom Nevile och Audrey. Neviles gräl med lady Tressilian hördes också. Men när hembiträdet vaknar berättar hon för kommissarie Battle att hon såg Lady Tressilian vid liv efter Neviles besök i hennes rum, innan han åkte till Easterhead Bay för att hitta Ted. Bevisen pekar sedan mot Audrey: en blodig handske som tillhör henne hittas i murgrönan nedanför hennes fönster tillsammans med det riktiga mordvapnet, tillverkat av handtaget på ett tennisracket och metallkulan från eldstadsskärmen i Audreys rum. Mary Aldin återger Treves historia och hans påstående att han med säkerhet kunde känna igen barnet. Battle är säker på att hisskylten placerades ut för att tysta Treves.
Angus MacWhirter står vid klippan där han ett år tidigare hade försökt begå självmord, när Audrey försöker springa från samma klippa. Han tar tag i henne innan hon hinner hoppa. Hon bekänner sin rädsla och han lovar att hon kommer att vara säker. Den lokala kemtvätten ger av misstag MacWhirter en smutsig jacka som tillhör någon annan. Även om han inte är en av dem som är med i Gull's House är han medveten om hur utredningen fortskrider, vilket det rapporteras väl om i lokaltidningarna. Han inser varför jackan har fläckar i ett visst udda mönster. Han besöker Gull's Point och ber Mary Aldin om hjälp att hitta ett rep i huset. De hittar ett stort fuktigt rep på en dammig vind och hon låser dörren tills polisen kommer.
Battle arresterar Audrey på grund av bevisen och hennes beredvillighet att erkänna sig skyldig. Han misstänker dock att Audrey befinner sig i en liknande situation som hans dotter när hon tidigare under påtryckningar erkänt en stöld hon inte begått. MacWhirter träffar Battle och berättar för honom vad han har lärt sig om fallet, bland annat hans iakttagelse av en man som simmade över bäcken på natten för det brutala mordet och klättrade in i huset på ett rep. Sedan avslöjar Thomas att det var Audrey som hade avslutat deras äktenskap, inte Nevile, eftersom hon hade blivit rädd för honom. Hon hade lämnat Nevile och skulle gifta sig med Adrian Royde, Thomas bror, när Adrian omkom i en trafikolycka. När parterna är ute på en bilutflykt använder Battle denna information för att tvinga fram en bekännelse från Nevile Strange. Han var hjärnan bakom alla de händelser och omständigheter som borde ha sammanstrålat till "noll" – hängningen av hans första fru för mordet på Lady Tressilian.
Nevile kan ha legat bakom två andra dödsfall (Treves och Adrian Royde) men det finns inte tillräckligt med bevis för att väcka åtal. Med sin bekännelse, repet och knepet med klockdragningen förklarat, anklagar Battle honom för mordet på Lady Tressilian. Audrey söker upp MacWhirter för att tacka honom, och de bestämmer sig för att gifta sig. De kommer att resa till Chile där han börjar sitt nya jobb. Audrey förväntar sig att Thomas ska komma till insikt om att han egentligen vill gifta sig med Mary Aldin istället.

## Karaktärer
- Camilla, Lady Tressilian: slottsfru i sitt hem vid havet vid Saltcreek, Gull's Point; änka i sjuttioårsåldern.
- Mary Aldin: Lady Tressilians följeslagare, i mitten av trettioårsåldern.
- Nevile Strange: en stilig idrottsman och tennisspelare, 33 år gammal, före detta förmyndare för Lady Tressilians avlidne make. (Den är omedveten om det är avsiktligt, men när du tar bort den första och sista bokstaven i hans förnamn stavas det "ond - evil", vilket bekräftar hans sanna identitet)
- Kay Strange: hans vackra, ibland muntra och hetlevrade andra fru, 23 år gammal.
- Audrey Strange: Stranges första fru, 32 år gammal. Så svalt och tyst att det nästan är omöjligt att veta vad hon tänker. (Raka motsatsen till Kay.) Hon blev föräldralös och växte upp hos sina kusiner och moster, familjen Royde.
- Ted Latimer: en vän till Kay sedan de var i mitten av tonåren.
- Thomas Royde: Audreys kusin, på semester från sitt arbete i Malaysia. Precis som Audrey är han introvert och fåordig.
- Treves: advokat, en gammal vän till lady Tressilian, omkring 80 år gammal.
- Angus MacWhirter: man som försökte begå självmord från klippan nära Lady Tressilians hem och överlever för att bli en del av lösningen på brottet.
- Inspektör James Leach: Battles brorson, tilldelad Saltcreek-området.
- Kommissarie Battle: Han semestrar med sin brorson och tilldelas fallet tillsammans med honom. Make och far till fem barn, varav det yngsta ger honom en insikt som är användbar för att lösa detta fall.

## Litterär betydelse och mottagande
Recensionen av Maurice Willson Disher i The Times Literary Supplement den 22 juli 1944 var överväldigande positiv: "Urskillningslösa beundrare av Miss Christie måste säkert sakna spänningen i att inse när hon är som bäst. Om detta argument är sunt så är Klockan K för det kritiska. I kraft av mästerligt berättande får den vissa personers välfärd i en kuststad att framstå som viktigare för tillfället än något annat i världen. Mekaniserade hjärnor kan invända att mördaren "fulländar" sitt mysterium med metoder som påtvingas fiktionens polis, men även när labyrinten är vagt igenkänd griper berättelsen fortfarande tag i den. Karaktärerna blir så mycket en del av läsarens tillvaro att han måste veta vad deras slutliga öde kan bli innan han kan vara nöjd. Hur levande de är blir uppenbart när två män, båda envisa, lakoniska, med pokeransikte, aldrig verkar likadana. Hustrun och ex-hustrun, som varken gillar eller ogillar varandra, visar också kreativ kraft. Som en utställning av den moderna mänskliga naturen förtjänar Klockan K högre beröm än någon annan som kan tilldelas den som en utmärkt detektivhistoria."
Maurice Richardson skrev i The Observer den 6 augusti 1944: "Den nya Agatha Christie har en härligt utdragen och genomarbetad uppbyggnad, belevad och mysig som en god cigarr och röda lädertofflor. Poirot är fysiskt frånvarande, men hans inflytande leder den känslige inspektören förbi den omsorgsfullt planterade hemmafestens list, och med dess slingrande dubbelbluff kunde detta mycket väl ha varit ett Poirot-fall. Så glädjande att se Agatha Christie hålla den gamla klassikerns fana så triumferande vajande!"
Robert Barnard: "Suveränt: intrikat intrigerat och ovanligt. Mordet kommer sent och det verkliga klimaxet i mördarens komplott är först i slutet. Uppfinningsrikedomen ursäktar en viss långsökthet. Mycket effektiv berättelse om barnet och pil och båge (del II, kapitel 6) och bra karaktärisering av playboy-sportmannens huvudperson – väldigt mycket från den tiden då man förväntades bete sig som en gentleman i Wimbledon."

## Bearbetningar

### Teater
1956 dramatiserade Christie boken till en pjäs med Gerald Verner. Pjäsen hade premiär i september 1956 på St James Theatre i West End i London. Christie skrev först en teaterpjäs med denna titel 1945, med en veckas föreställningar i Martha's Vineyard i USA. Manuset hittades 2015 av Julius Green.
Klockan K ingick i Christies pjässamling The Mousetrap and Other Plays från 1978.

### Film
1995 förlorade en filmatisering sitt stöd från Agatha Christies dödsbo. När Rosalind Hicks, Christies dotter och förvaltare av hennes kvarlåtenskap, granskade manuset, med bland annat incest i manuset, beordrade hon att filmens namn skulle ändras liksom namnen på karaktärerna. Filmen fick titeln Innocent Lies (visad i svensk TV som Oskyldiga lögner) och blev en medioker framgång.
År 2007 anpassade franska filmskapare romanen till L'Heure Zéro.

### TV
År 2007 filmatiserades romanen som en del av den tredje säsongen av TV-serien Agatha Christies Marple som producerades av ITV. Geraldine McEwan spelade Miss Marple. Romanen innehöll inte Miss Marple; Andra karaktärer har också ändrats för att passa seriens tillvägagångssätt. Kommissarie Battle ersätts av kommissarie Mallard spelad av Alan Davies.
År 2019 anpassades romanen igen som ett avsnitt av den franska tv-serien Les Petits Meurtres d'Agatha Christie.
År 2024 gav BBC Mammoth Screen och Agatha Christie Limited i uppdrag att omforma Klockan K till en TV-serie. Serien är samproducerad av Britbox International.

### Radio
År 2010 dramatiserade Joy Wilkinson romanen som en radiopjäs i fyra delar à 30 minuter av BBC Radio 4. I rollerna hördes Hugh Bonneville som Nevile, Marcia Warren som Lady Tressilian och Tom Mannion som Tom.